# Abraham Dünz der Jüngere
Abraham Dünz der Jüngere (getauft am 30. Märzjul. / 9. April 1664greg.; † 10. Januar 1728) war ein Schweizer Architekt und Politiker.

## Werdegang
Abraham Dünz wurde als Sohn des Werkmeisters Abraham Dünz und der Anna Barbara Jenner 1664 getauft und war ein Neffe des Werkmeisters Samuel Jenner. Seine Lehre als Steinmetz dürfte er in der Münsterbauhütte absolviert haben. 1688 erhielt er die Stelle des städtischen Steinwerkmeisters. 1689 wurde er in die Ehrende Gesellschaft zu Affen aufgenommen und direkt mit dem Amt des Stubenmeisters betraut. Im gleichen Jahr heiratete er in Rüegsau Katharina Hibner. Zu Ostern 1701 wurde er in den Grossen Rat der Stadt Bern gewählt. 1703 wurde er Nachfolger seines Onkels Samuel Jenner als Münsterwerkmeister. Die Gesellschaft zu Affen berief ihn 1703 zu ihrem Seckelmeister, 1711 bestimmte ihn das Los zum Stiftschaffner von Zofingen. Er gehörte dem Almosendirektorium, der Kanderkommission und der Aarekommission an.
Ein Porträt von Abraham Dünz befindet sich in der Nostell Priory (West Yorkshire). Indem Abraham Dünz’ Nichte Johanna Esther Dünz den britischen Diplomatensohn Jakob Philipp d’Herwarth heiratete gelangten verschiedene Porträts der Familie Dünz nach England.

## Bauten
- Bern, Fischersche Posthäuser, 1686–1694
- Bern, Gesellschaftshaus zum Möhren, 1691–1692
- Schwarzenegg, Kirche, 1693–1694
- Zimmerwald, Kirche, 1697–1699
- Bern, Gesellschaftshaus zu Webern, 1702–1704
- Sornetan, Temple, 1708–1709
- Melchnau, Kirche, 1709
- Bern, Kornhaus (Pläne), 1711 bis 1715
- Rothrist, Kirche, 1714
- Bern, Inselspital (Bauleitung), 1715–1717